# مرکز هنرهای نمایشی توبین

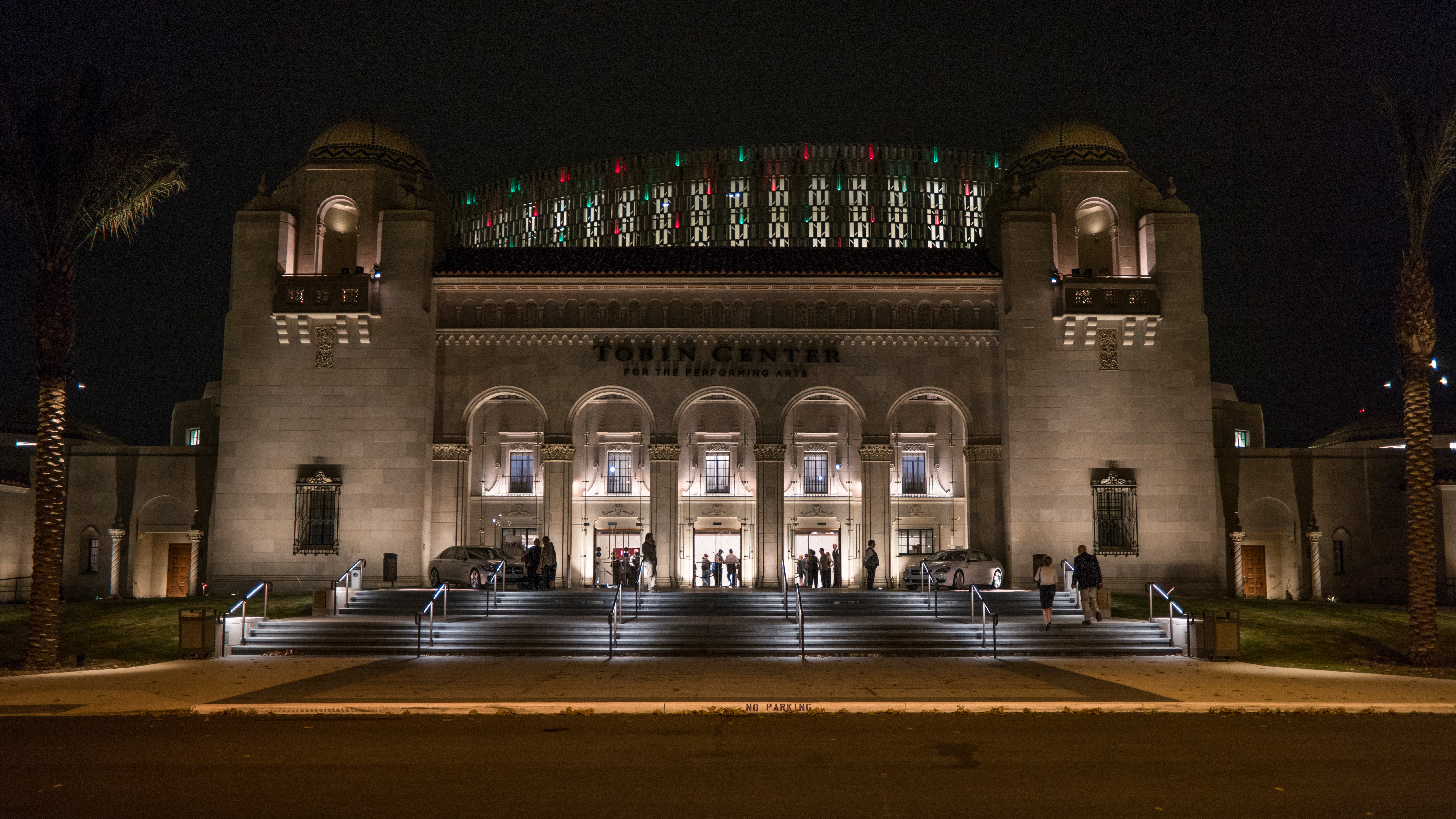

مرکز هنرهای نمایشی توبین (به انگلیسی: The Tobin Center for the Performing Arts) نام یک تالار بزرگ هنر و اجرای موسیقی در شهر سن آنتونیو در تگزاس است.
این تالار ۲۱۰۰ نفر گنجایش دارد و اول بار در سال ۱۹۲۶ میلادی با نام San Antonio Municipal Auditorium و توسط معماری بنام اتلی ایرز طراحی و ساخته گردید، اما سپس در سال ۲۰۰۹ توسط یک شرکت معماری اهل سیاتل، واشینگتن بنام ال ام ان آرکیتکتس (LMN Architects) و نیز یک شرکت بومی با نام Marmon Mok Architecture توسعه و به شکل کنونی آن ساخته شد.
در سال ۲۰۰۸ باراک اوباما در جریان مبارزات انتخاباتی ریاست جمهوری آمریکا در جلوی این بنا یک سخنرانی مهم نطق کرد.